# Zygogynum amplexicaule
Espèce
Zygogynum amplexicaule est une espèce de plantes à fleurs de la famille des Winteraceae. C'est un arbre endémique de la Nouvelle-Calédonie. 

## Description
C'est un petit arbre pouvant atteindre 10 m de haut.
Les fleurs sont de couleur variable selon les sous-espèces.

## Répartition et habitat
La plante est endémique à l'intérieur de la Grande Terre, en sous-bois de la forêt dense humide, sur des sols d'alluvions de substrat sédimentaires ou ultramafique.

## Liste des sous-espèces et variétés
Selon Tropicos (11 juin 2013) (Attention liste brute contenant possiblement des synonymes) :
- sous-espèce Zygogynum amplexicaule subsp. luteum Vink
- variété Zygogynum amplexicaule var. amplexicaule
- variété Zygogynum amplexicaule var. isoneurum (Tiegh.) Vink